# Jiří Bureš
Jiří Bureš (25. listopadu 1944 – 7. dubna 2010) byl duchovní církve československé husitské z Vlašimi, český a československý politik, po sametové revoluci poslanec Sněmovny národů Federálního shromáždění za Občanské fórum, později za ODS.

## Biografie
V 70. letech vystudoval Husovu československou bohosloveckou fakultu. V letech 1973-2000 působil jako duchovní církve československé husitské ve Vlašimi. Zde se podílel na vydávání časopisu Kazatelna.
Ve volbách roku 1990 zasedl do české části Sněmovny národů Federálního shromáždění (volební obvod Středočeský kraj) za OF. Po rozkladu OF v roce 1991 přešel do poslaneckého klubu Občanské demokratické strany. Ve Federálním shromáždění setrval do voleb roku 1992.
Zemřel 7. dubna 2010 a o pět dní později se ve Vlašimi konalo poslední rozloučení, které vykonal slovenský biskup Jan Hradil, jenž s ním studoval bohoslovectví.